# Anisotacrus xanthostigma
Anisotacrus xanthostigma là một loài tò vò trong họ Ichneumonidae.